# بيدفورد براون
بيدفورد براون (بالإنجليزية: Bedford Brown)‏ هو محامي وسياسي أمريكي، ولد في 6 يونيو 1795 في مقاطعة كاسويل في الولايات المتحدة، وتوفي بنفس المكان في 6 ديسمبر 1870. حزبياً، نشط في الحزب الديمقراطي. وقد انتخب عضو مجلس ولاية كارولاينا الشمالية وانتخب عضو مجلس نواب كارولينا الشمالية (1815 – 1817) وانتخب عضو مجلس الشيوخ الأمريكي عن دائرة كارولاينا الشمالية (9 ديسمبر 1829 – 16 نوفمبر 1840).